# Veronika Hrončeková
Veronika Hrončeková (* 2. Januar 1990 in Zvolen, Tschechoslowakei) ist eine slowakische Volleyballnationalspielerin.

## Karriere
Hrončeková begann ihre Karriere beim slowakischen Erstligisten Slávia UK Bratislava. Mit dem Verein wurde sie zweimal slowakischer Meister und entwickelte sich zur Nationalspielerin in ihrem Heimatland. Im Anschluss an die Saison 2009/2010 wechselte sie zum tschechischen Spitzenteam VK Prostějov. Mit dem Verein wurde sie drei Mal in Folge tschechischer Meister und gewann 2013 den tschechischen Landespokal.
Zur Saison 2013/14 wechselte sie zusammen mit Saskia Hippe als Ersatz für die Langzeitverletzte Anja Brandt zum deutschen Rekordmeister Schweriner SC. Dort unterschrieb sie einen Einjahresvertrag. In der Champions League traf sie sogleich auf ihren tschechischen Ex-Verein. Beide Spiele verlor der Schweriner SC jedoch mit 1:3 und schied in der Vorrunde der Champions-League-Saison aus. In ihrer ersten Bundesliga-Saison konnte sie mit dem SSC, der die deutsche Meisterschaft zuvor dreimal in Folge gewann, den Titel nicht verteidigen. In ihrer zweiten Saison verlor Hrončeková nach einer Verletzungspause im Januar 2015 ihren Stammplatz und war hinter Anja Brandt und Yvon Beliën nur noch dritte Mittelblockerin. Erneut konnte sie national mit dem Verein die Meisterschaft nicht gewinnen und belegte hinter Allianz MTV Stuttgart und dem Dresdner SC den dritten Platz. Im DVV-Pokal 2014/15 musste sich der SSC im Viertelfinale den Stuttgarterinnen geschlagen geben. Auch in der Saison 2015/16 trat Hrončeková für die Mecklenburgerinnen an und etablierte sich nach dem Wechsel von Beliën zu River Volley Piacenza erneut in der Startaufstellung des Vereins. Wiederum gelang national kein Titelgewinn. Mit dem Erreichen des Halbfinales im CEV-Pokal konnte das Team allerdings den größten internationalen Erfolg der jüngeren Vereinsgeschichte feiern. Nach der Saison erklärte Hrončeková ihren Wechsel: „Ich war sehr gern hier, jetzt brauche ich einen Neuanfang.“ Ende September 2016 wurde bekannt, dass Hrončeková zum VfB 91 Suhl wechselt. Nach einer Saison in Suhl wechselte Hrončeková nach Rumänien zu CSM Târgoviște. Im Anschluss kehrte sie in die Slowakei zurück und spielt nun für den 1. BVK Bratislava.